# Rhochmopterum neuropteripenne
Rhochmopterum neuropteripenne är en tvåvingeart som beskrevs av Speiser 1910. Rhochmopterum neuropteripenne ingår i släktet Rhochmopterum och familjen borrflugor.
Artens utbredningsområde är Tanzania. Inga underarter finns listade i Catalogue of Life.